# Vlaamse Televisie Sterren 2010
De Vlaamse Televisie Sterren 2010 was de derde keer dat de Vlaamse Televisie Academie verscheidene programma's en tv-figuren bekroonde. De prijsuitreiking, De Nacht Van De Vlaamse Televisie Sterren 2010, werd voor de tweede keer uitgezonden door Eén en opnieuw gepresenteerd door Wim De Vilder en Cathérine Moerkerke, nieuwsankers van respectievelijk Eén en VTM. Het evenement vond plaats op 6 maart 2010 in de Ethias Arena.
In totaal werden er 13 Televisie Sterren uitgereikt. Het tv-programma Van vlees en bloed (Eén) was de grote winnaar. De quiz sleepte in totaal vier prijzen in de wacht. In de acteercategorieën was Veerle Baetens de enige genomineerde die geen deel uitmaakte van de cast van Van vlees en bloed.
In het verleden werden nieuwsprogramma's ondergebracht in de categorie "Beste Informatieprogramma", maar in deze editie kregen ze voor het eerst een eigen categorie. Ook de prijs voor "Beste Humor- en Comedyprogramma" werd voor het eerst uitgereikt.

## Winnaars
| Categorie                       | Winnaar                                      | Genomineerden                                   | Uitgereikt door                                                        |
| ------------------------------- | -------------------------------------------- | ----------------------------------------------- | ---------------------------------------------------------------------- |
| Beste Acteur                    | Koen De Graeve (Van vlees en bloed, Eén)     | Tom Van Dyck (Van vlees en bloed, Eén)          | Natalia                                                                |
| Beste Acteur                    | Koen De Graeve (Van vlees en bloed, Eén)     | Herwig Ilegems (Van vlees en bloed, Eén)        | Natalia                                                                |
| Beste Acteur                    | Koen De Graeve (Van vlees en bloed, Eén)     | Lucas Van den Eynde (Van vlees en bloed, Eén)   | Natalia                                                                |
| Beste Actrice                   | Sien Eggers (Van vlees en bloed, Eén)        | Maaike Neuville (Van vlees en bloed, Eén)       | Ingrid Lieten en Jermaine Jackson                                      |
| Beste Actrice                   | Sien Eggers (Van vlees en bloed, Eén)        | Reinhilde Decleir (Van vlees en bloed, Eén)     | Ingrid Lieten en Jermaine Jackson                                      |
| Beste Actrice                   | Sien Eggers (Van vlees en bloed, Eén)        | Veerle Baetens (Code 37, VTM)                   | Ingrid Lieten en Jermaine Jackson                                      |
| Beste Presentator               | Erik Van Looy (Slimste Mens ter Wereld, Eén) | Tom Lenaerts (De Pappenheimers, Eén)            | Lynn Wesenbeek                                                         |
| Beste Presentator               | Erik Van Looy (Slimste Mens ter Wereld, Eén) | Bart Peeters (Mag ik u kussen?, Canvas)         | Lynn Wesenbeek                                                         |
| Beste Presentator               | Erik Van Looy (Slimste Mens ter Wereld, Eén) | Marcel Vanthilt (Ook Getest op Mensen, Eén)     | Lynn Wesenbeek                                                         |
| Beste Presentatrice             | Phara de Aguirre (Phara, Canvas)             | Dina Tersago (Boer zkt Vrouw, VTM)              | Peter Van Asbroeck en Jan Van Looveren                                 |
| Beste Presentatrice             | Phara de Aguirre (Phara, Canvas)             | Frieda Van Wijck (De Laatste Show, Eén)         | Peter Van Asbroeck en Jan Van Looveren                                 |
| Beste Presentatrice             | Phara de Aguirre (Phara, Canvas)             | Yasmine (De Rode Loper, Zo is er Maar Eén, Eén) | Peter Van Asbroeck en Jan Van Looveren                                 |
| Beste Fictieprogramma           | Van vlees en bloed (Eén)                     | Code 37 (VTM)                                   | Showbizz Bart                                                          |
| Beste Fictieprogramma           | Van vlees en bloed (Eén)                     | Jes (VTM)                                       | Showbizz Bart                                                          |
| Beste Fictieprogramma           | Van vlees en bloed (Eén)                     | De Rodenburgs (VTM)                             | Showbizz Bart                                                          |
| Beste Realityprogramma          | Mijn Restaurant (VTM)                        | Boer zkt Vrouw (VTM)                            | Wendy Van Wanten                                                       |
| Beste Realityprogramma          | Mijn Restaurant (VTM)                        | Homeless World Cup (Eén)                        | Wendy Van Wanten                                                       |
| Beste Realityprogramma          | Mijn Restaurant (VTM)                        | Leuven Hulp (Eén)                               | Wendy Van Wanten                                                       |
| Beste Informatieprogramma       | Belpop (Canvas)                              | Meneer Doktoor (Canvas)                         | Linda De Win                                                           |
| Beste Informatieprogramma       | Belpop (Canvas)                              | Plat Préféré (Canvas)                           | Linda De Win                                                           |
| Beste Informatieprogramma       | Belpop (Canvas)                              | Villa Vanthilt (Eén)                            | Linda De Win                                                           |
| Beste Nieuwsprogramma           | Het Journaal (Eén)                           | Het Nieuws (VTM)                                | Bart Raes                                                              |
| Beste Nieuwsprogramma           | Het Journaal (Eén)                           | Phara (Canvas)                                  | Bart Raes                                                              |
| Beste Nieuwsprogramma           | Het Journaal (Eén)                           | Terzake (Canvas)                                | Bart Raes                                                              |
| Beste Entertainmentprogramma    | De Slimste Mens ter Wereld (Eén)             | De Beste Hobbykok van Vlaanderen (VTM)          | An Lemmens en Louis Talpe                                              |
| Beste Entertainmentprogramma    | De Slimste Mens ter Wereld (Eén)             | De jaren stillekes (Eén)                        | An Lemmens en Louis Talpe                                              |
| Beste Entertainmentprogramma    | De Slimste Mens ter Wereld (Eén)             | De Pappenheimers (Eén)                          | An Lemmens en Louis Talpe                                              |
| Beste Humor- en Comedyprogramma | Zonde van de zendtijd (Canvas)               | M!LF (2BE)                                      | Roos Van Acker                                                         |
| Beste Humor- en Comedyprogramma | Zonde van de zendtijd (Canvas)               | Mag ik u kussen? (Canvas)                       | Roos Van Acker                                                         |
| Beste Humor- en Comedyprogramma | Zonde van de zendtijd (Canvas)               | Comedy Casino (Canvas)                          | Roos Van Acker                                                         |
| Populairste Televisieprogramma  | Van vlees en bloed (Eén)                     |                                                 | Walter Baele en Nathalie Meskens (als prins Filip en prinses Mathilde) |
| Rijzende Ster                   | Philippe Geubels                             | Gert Verhulst en Bruno Wyndaele                 |                                                                        |
| Carrière Ster                   | Paula Sémer                                  | Goedele Liekens en Steven Van Herreweghe        |                                                                        |

## Meervoudige winnaars en genomineerden

### Meeste nominaties
- 9: Van Vlees en Bloed
- 2: Boer zkt Vrouw, Code 37, De Pappenheimers, Mag ik u kussen?, De Slimste Mens ter Wereld, Phara

### Meeste awards
- 4: Van Vlees en Bloed
- 2: De Slimste Mens ter Wereld